# Kullamaa (Landgemeinde)
Kullamaa (Kullamaa vald) ist eine ehemalige Landgemeinde im Kreis Lääne im Westen der Republik Estland. 2017 wurde Kullamaa Teil der vergrößerten Landgemeinde Lääne-Nigula.

## Beschreibung
Die Landgemeinde hatte eine Fläche von 224,57 km² und 1.167 Einwohner (Stand 1. August 2013).

## Dörfer
Neben dem Hauptort Kullamaa gehörten zur Landgemeinde die Dörfer Jõgisoo, Kalju, Kastja, Koluvere, Kullametsa, Leila, Lemmikküla, Liivi, Mõrdu, Päri, Silla, Ubasalu und Üdruma.

## Sehenswürdigkeiten
Der Ort Kullamaa (deutsch Goldenbeck) am Ufer des Flusses Liivi (Liivi jõgi) war über mehrere Jahrhunderte das Zentrum des gleichnamigen Kirchspiels. Der Ort mit seiner Kirche und dem Pastorat hat in der estnischen Kulturgeschichte eine bedeutende Rolle gespielt. Dortige Pastoren waren u. a. Heinrich Göseken (1612–1681), der 1660 eine estnische Grammatik herausgab, und von 1710 bis 1747 Heinrich Gutsleff (1680–1748), einer der Urheber der estnischen Übersetzung des Neuen Testaments (1715). Auf dem Friedhof von Kullamaa befindet sich das Grab des Komponisten Rudolf Tobias (1873–1918), dessen sterbliche Überreste 1992 aus Deutschland überführt wurden.
Sehenswert ist die im 13. Jahrhundert errichtete Burg von Koluvere (deutsch Lohde). Sie war ab 1439 einer der Sitze der Bischöfe von Ösel-Wiek. Die Burg war letzter Wohnort der württembergischen Prinzessin Auguste Caroline (1764–1788). Sie befand sich von ihrem Mann getrennt in der „Obhut“ der russischen Zarin Katharina II. Am 16. September 1788 starb Auguste Caroline in Koluvere unter bis heute ungeklärten Umständen im Alter von 23 Jahren.

## Bilder

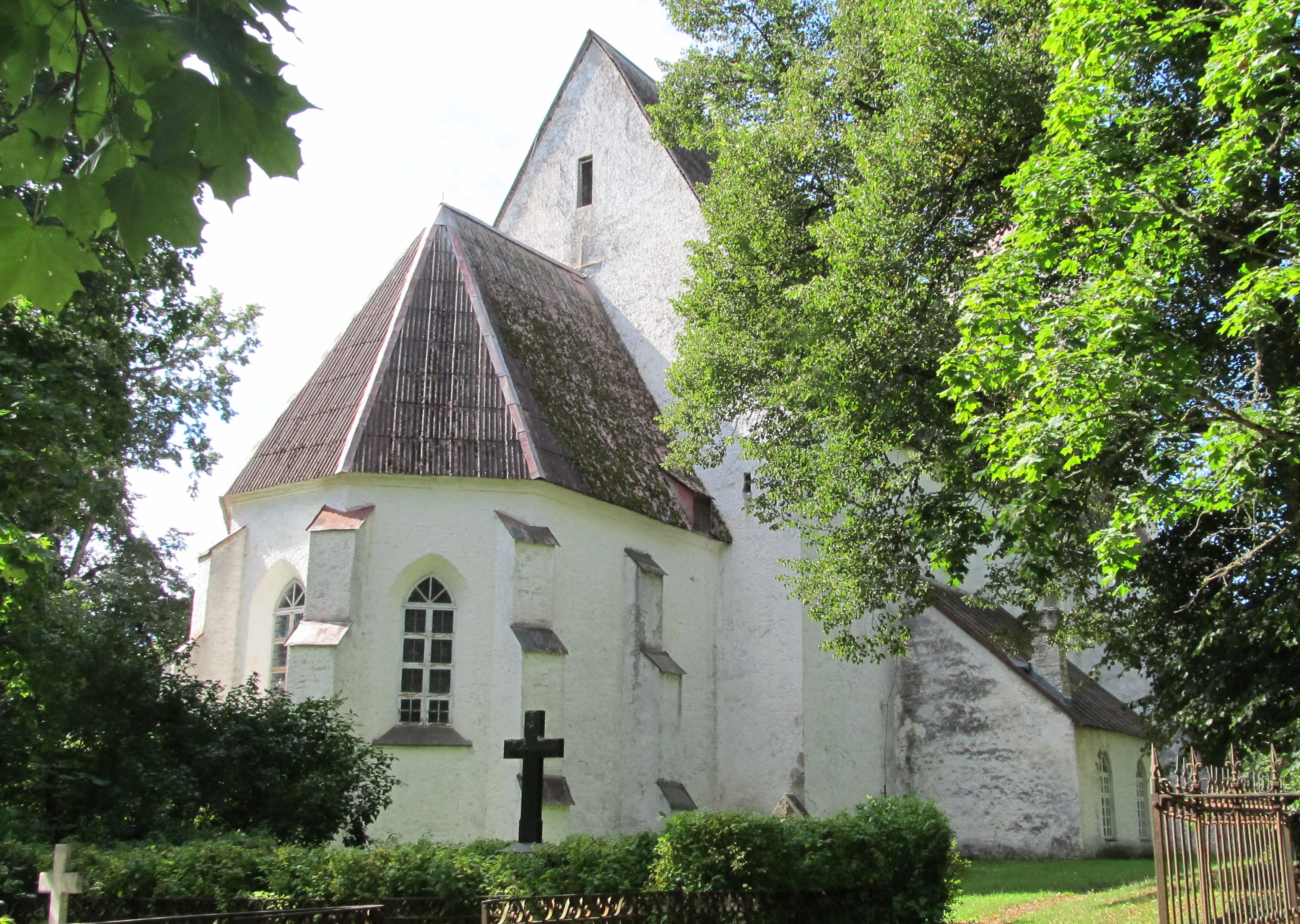
Kirche von Kullamaa
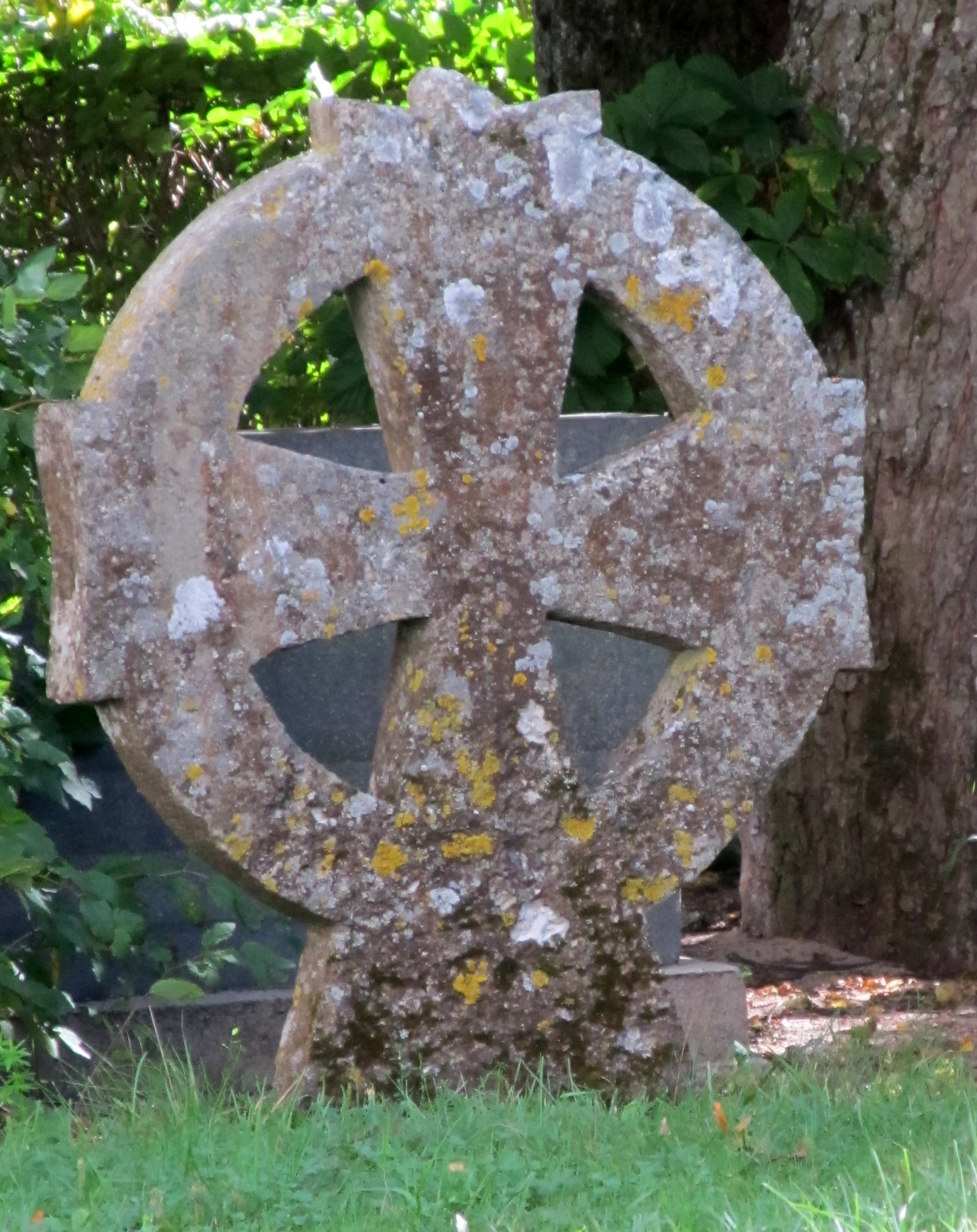
Radkreuz auf dem Friedhof von Kullamaa
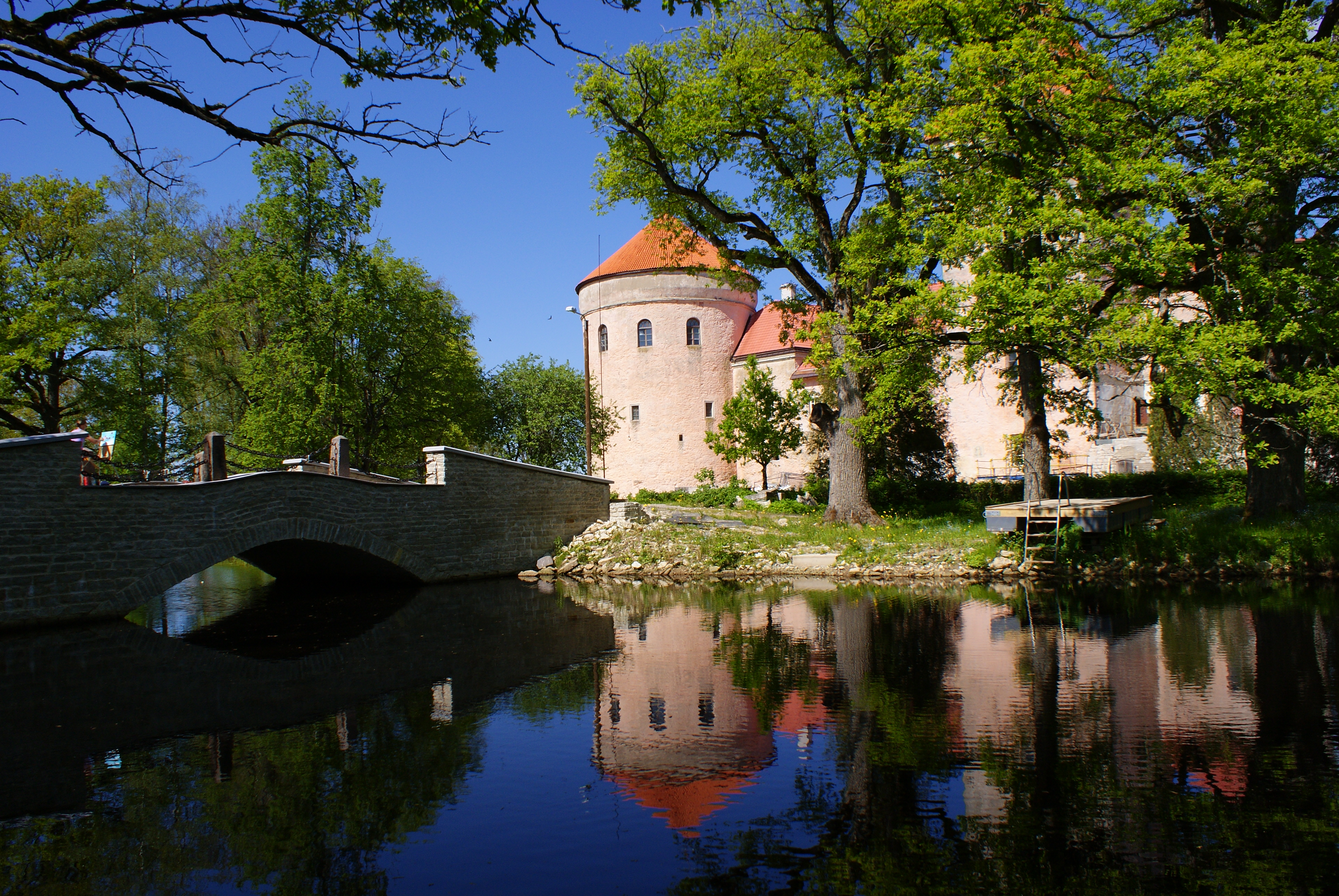
Steinbrücke zur Burg Koluvere
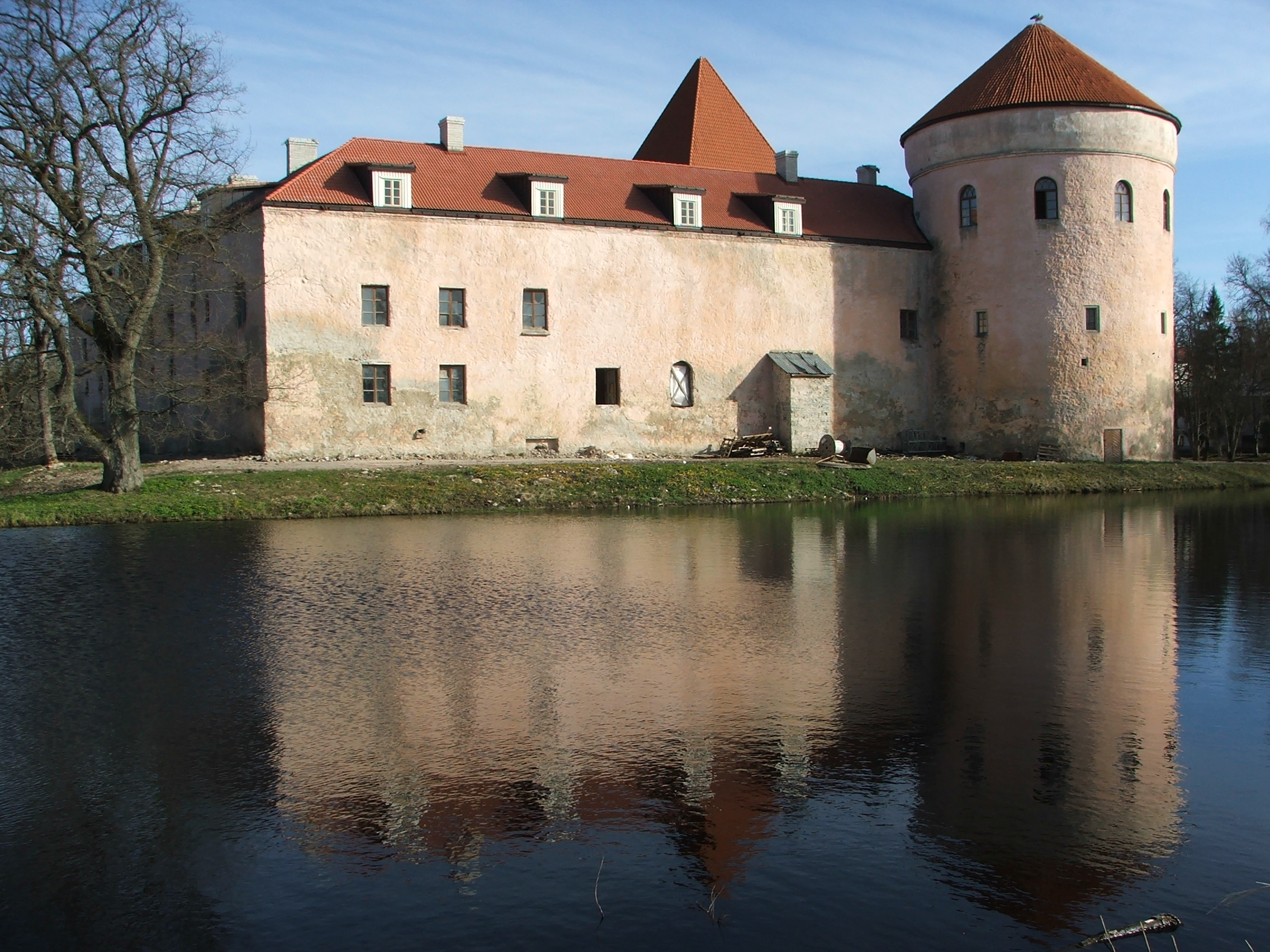
Schlossanlage Koluvere
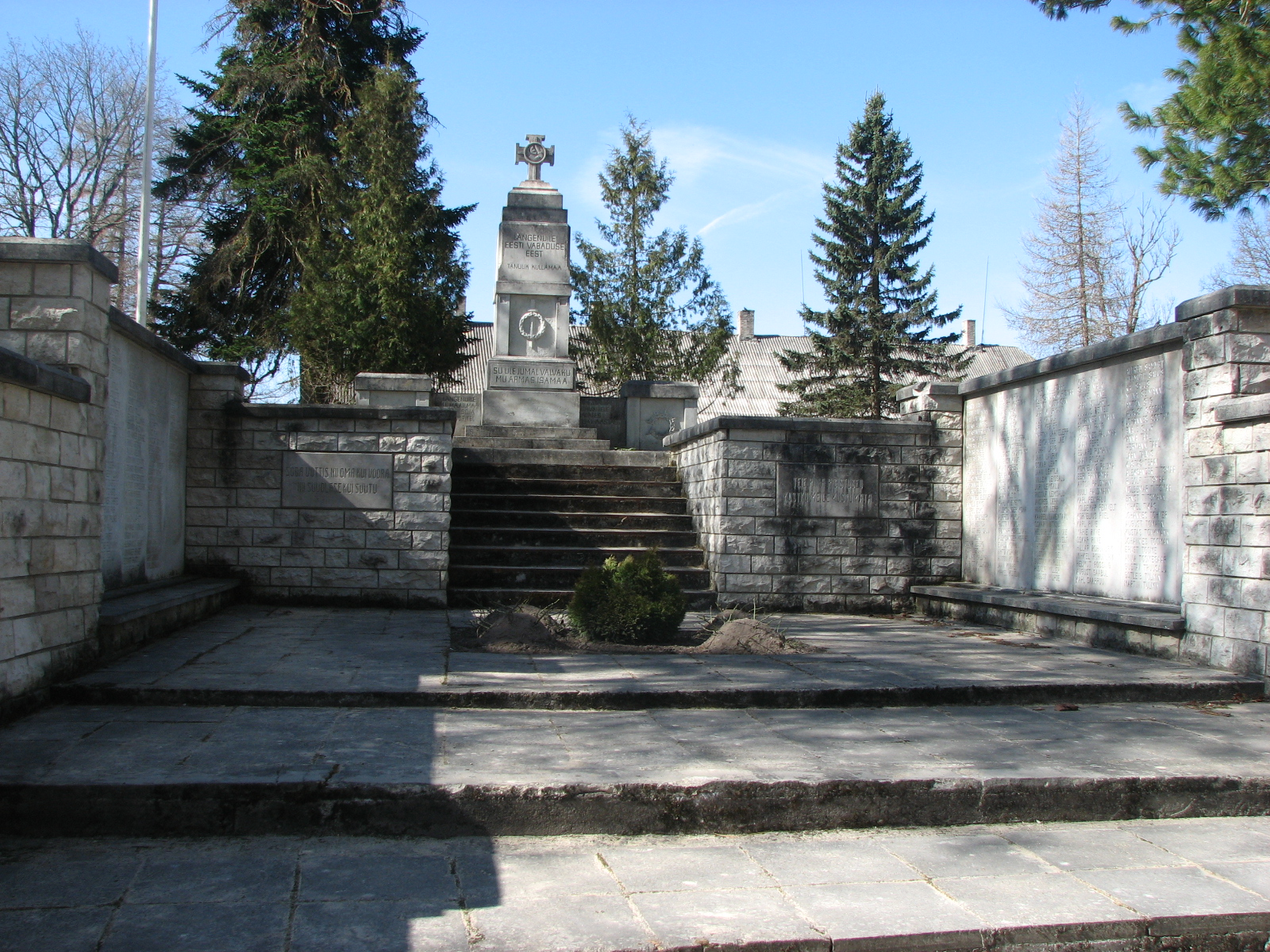
Denkmal für die Gefallenen des Estnischen Freiheitskrieges (1918–1920)